# Isfahani
Isfahani, auch Esfahani (persisch اصفهانی, DMG Iṣfahānī), ist ein von der Stadt Isfahan abgeleiteter Namenszusatz.

## Namensträger
- Abalphat von Isfahan (10. Jahrhundert), persischer Mathematiker
- Abū l-Faradsch al-Isfahānī (897–967), arabischer Historiker, Literat und Poet
- Abu Turab Isfahani (1581–1662), persischer Kalligraf
- Ali ibn Sahl Isfahani († 919), persischer Mystiker
- Baba Shah Isfahani († 1588), persischer Kalligraf
- Hamzah al-Isfahani (10. Jahrhundert), persischer Geograph und Historiker
- Imad ad-Din al-Isfahani (al-Katib; 1125–1201), arabischer Chronist
- Jaleh Esfahani (1921–2007), iranische Dichterin
- Mahan Esfahani (* 1984), iranischer Cembalist
- Mehrnousch Zaeri-Esfahani (* 1974), deutsch-iranische Autorin, Sozialpädagogin und Referentin
- Mohammed Saleh Isfahani († 1714), persischer Kalligraf
- Nur ad-Din Mohammed Isfahani († 1683), persischer Kalligraf